# Студенок (Изюмский район)
Студенок (укр. Студенок) — село в Изюмском районе Харьковской области Украины. Расположено на одноимённой реке. Является административным центром Студенокского сельсовета, в который также входят сёла Пасека и Яремовка.

## Географическое положение
Село Студенок находится на левом берегу реки Северский Донец, ниже по течению на расстоянии в 7 км расположен город Славяногорск (Донецкая область), на противоположном берегу расположены сёла Яремовка и Пасека.
На расстоянии в 1 км от села проходит железная дорога, ближайшая станция — Яремовка. К селу примыкает большой лесной массив (сосна).

## Население
Население по переписи 2001 года составляло 1440 человек (658 мужчин и 782 женщины).

## История
Основано в 1706 году. В 1732 году в селе было 9 дворов и 30 изб.
Согласно гидронимической версии, село получило название по реке Студенок, на берегу которой находится.
С марта по сентябрь 2022 года был под контролем ВС РФ, 15 сентября в ходе контрнаступления ВСУ вернули контроль над селом.

## Экономика
- Молочно-товарная и свино-товарная ферма.
- Лесничество.

## Объекты социальной сферы
- Детский сад.
- Школа.
- Дом культуры.
- Больница и ФАП.
- Магазин
- Кафе-столовая
- Мини-пансионат

## Достопримечательности
- Братская могила советских воинов, среди которых похоронен Голосов Василий Иванович — Герой Советского Союза. Похоронено 1287 воинов.
- Заповедное урочище «Яремовское» регионального ландшафтного парка «Святые горы».
- Святой источник — артезианский источник воды с pH = 5,5 с постоянной температурой ~18 градусов. Оборудован общиной села. Освящен в 2007 году настоятелем Святогорского Свято-Успенского монастыря.
- Хвойный и смешанный лес по берегу реки Северский Донец — излюбленное место отдыха «неорганизованных» туристов, проведения встреч и слётов.

## Религия
- Церковь Введения во храм Пресвятой Богородицы.